# HD 48383
HD 48383，又名CD-40 2625，SAO 218126、HR 2475，是一颗恒星，视星等为6.12，位于銀經249.3，銀緯-18.99，其B1900.0坐标为赤經6h 37m 58.5s，赤緯-40° -18.99′ 16″。